# Ponte (Sluis)
Ponte of De Ponte is een buurtschap in de gemeente Sluis, in de Nederlandse provincie Zeeland. De buurtschap, in de regio Zeeuws-Vlaanderen, bevindt zich bij de Watervlietseweg (voormalige provinciale weg N679) en de Isabellaweg (voormalige provinciale weg N680) ten zuiden van IJzendijke. Ponte bestaat uit een aantal boerderijen/huizen. Bij de buurtschap ligt de Jonkvrouwschans.
De buurtschap is vernoemd naar een vroegere overzet, waarvan de eerste vermelding teruggaat tot 1619.